# Elathous brunnellus
Elathous brunnellus là một loài bọ cánh cứng trong họ Elateridae. Loài này được Fall miêu tả khoa học năm 1934.